# Instituto Confúcio
O Instituto Confúcio (chinês simplificado: 孔子学院; chinês tradicional: 孔子學院; pinyin: kǒngzǐ xuéyuàn) é uma organização educacional pública sem fins lucrativos vinculada ao Ministério da Educação da República Popular da China, cujo objetivo é promover a língua e a cultura da China e dar apoio ao ensino da língua chinesa e facilitar o intercâmbio cultural em todo o mundo através dos Institutos Confúcio associados. Sua sede se encontra em Pequim. O nome do Instituto dá-se em homenagem ao notável pensador chinês, Confúcio.
O programa Instituto Confúcio começou em 2004 e é supervisionado pela Hanban (oficialmente, Departamento do Conselho Internacional de Língua Chinesa). Os Institutos operam em cooperação com faculdades e universidades em todo o mundo, e o financiamento é compartilhado entre a Hanban e as instituições de acolhimento. Há também um programa dedicado ao fornecimento de professores e materiais de instrução para escolas secundárias. O Instituto Confúcio é, por vezes, comparado com organizações de promoção linguística e cultural, como o Instituto Camões, o British Council, a Alliance Française, a Società Dante Alighieri, o Instituto Cervantes e o Goethe-Institut.
Controvérsias sobre o Instituto Confúcio na imprensa americana, australiana e canadense, entre outras, incluem a crítica de que, ao contrário de outras organizações governamentais de promoção linguística e cultural, os Institutos Confúcio operam dentro de universidades, faculdades e escolas secundárias em todo o mundo, fornecendo financiamento, professores e materiais educacionais. Esse tipo de inserção tem levantado preocupações a respeito de sua influência sobre a liberdade acadêmica, a possibilidade de espionagem industrial, além do que há a preocupação com a visão seletiva e politizada da China oferecida pelo Instituto como um meio de promover internacionalmente o soft power do país.

## História
O primeiro Instituto Confúcio foi inaugurado em 21 de novembro de 2004, em Seul, na Coreia do Sul, depois de estabelecido um Instituto piloto em Tashkent, no Uzbequistão, em junho de 2004. Atualmente, dezenas de países em todo o mundo instalaram centenas deles, com a maior concentração nos Estados Unidos, Japão e Coreia do Sul. Em abril de 2007, o primeiro Instituto Confúcio voltado para a pesquisa foi inaugurado na Universidade Waseda, no Japão. Em parceria com a Universidade de Pequim, o programa promove atividades de pesquisa de estudantes de graduação que estudam a língua chinesa.  A partir de 2014, havia mais de 480 Institutos Confúcio em dezenas de países, em cinco continentes. O Ministério da Educação da China estima um aumento no interesse pela língua chinesa em todo o mundo e trabalha para uma rápida expansão do programa para atender a essa demanda. A Hanban pretende estabelecer mil Institutos Confúcio até 2020.

## Nome
O nome do Instituto refere-se ao notável filósofo chinês Confúcio (551-479 a.C.). Ao longo do século XX os líderes do Partido Comunista Chinês criticaram e denunciaram Confúcio como a personificação das tradições "feudais" da China, com o anti-confucionismo militante estendendo-se desde o Movimento da Nova Cultura, de 1912, até a Revolução Cultural Chinesa (1966-1976). No entanto, em décadas recentes, o interesse pela cultura pré-moderna do país tem crescido na China, e a popularidade de Confúcio, em particular, tem ressurgido. Fora da China, é bastante comum que Confúcio seja reconhecido como um símbolo da cultura chinesa, sem as associações negativas estabelecidas com seu nome promovidas por outras figuras proeminentes do país, tais como Mao Tsé-Tung.

### Controvérsia
Kerry Brown, professor de Política Chinesa na Universidade de Sydney, observa a ironia de que o Partido Comunista Chinês, que agora está a elevar Confúcio como estandarte, tenha, apenas quatro décadas antes, o vilificado por sua associação com valores patriarcais, hierárquicos e conservadores.
"Instituto Confúcio" é uma marca registrada e, de acordo com um porta-voz da organização, “aqueles que, em especial, apreciam marcas terão maior popularidade, reputação, influência social e, portanto, [o Instituto Confúcio] será capaz de angariar mais apoio das comunidades locais."
Um artigo do China Post reportou em 2014 que: "Certamente, a China teria feito poucos progressos se os tivesse nomeado como Institutos Mao, ou até mesmo os Institutos Deng Xiaoping, mas, ao tomar emprestado o nome Confúcio, criou uma marca que foi imediatamente reconhecida como um símbolo de cultura chinesa, radicalmente diferente da imagem do Partido Comunista.”

## Finalidade
Os Institutos Confúcio promovem e ensinam a cultura e a língua chinesas em todo o mundo. Eles desenvolvem cursos de língua chinesa, treinam professores, realizam o Exame HSK (teste de proficiência em chinês) e fornecem informações sobre a China contemporânea. A diretora-geral do programa Instituto Confúcio, Xu Lin, afirmou que esses Institutos foram iniciados para atender à súbita escalada do interesse pela língua chinesa em todo o mundo. Eles também fornecem professores de língua chinesa da China Continental. Até a data de 2011, havia 200 desses professores trabalhando nos Estados Unidos.

### Controvérsia sobre objetivos políticos
O Instituto Confúcio também tem objetivos não-acadêmicos. Li Changchun, o quinto membro do Comitê Permanente do Politburo do Partido Comunista da China, foi citado pela revista The Economist, dizendo que os Institutos Confúcio eram "uma parte importante do sistema de propaganda da China no exterior". A declaração foi destacada pelos críticos como prova de uma missão politizada dos Institutos Confucio. Muitos estudiosos estrangeiros caracterizaram o programa Instituto Confúcio como um exercício de soft power, expandindo a influência econômica, cultural e diplomática da China por meio da promoção da língua e da cultura chinesas, enquanto outros têm sugerido uma possível função nos serviços de inteligência do país. Os objetivos desse soft power também incluiriam amenizar preocupações com uma "ameaça da China”, no presente contexto em que o país se torna cada vez mais poderoso econômica e militarmente.
Embora as autoridades chinesas sejam cautelosas em não ter os Institutos Confúcio agindo como promotores diretos dos pontos de vista políticos do partido, alguns sugerem que eles acabam funcionando dessa maneira. Peng Ming-min, um político e ativista por manter Taiwan independente, afirma que os colégios e as universidades onde um Instituto Confúcio se estabelece têm que assinar um contrato no qual declaram seu apoio à "Política de uma China” de Pequim. Como resultado, Taiwan e Tibete tornaram-se tabus nos Institutos. No entanto, esta alegação está em disputa. Michael Nylan, professor de História da China na Universidade da Califórnia em Berkeley, afirmou que os Institutos Confúcio tornaram-se menos exigentes em suas demandas e aprenderam com os "erros iniciais", como em insistir em que as universidades adotem uma política de que Taiwan faz parte China. No entanto, a pesquisa de Nylan sobre professores e administradores em quinze universidades com Institutos Confúcio revelou dois casos em que os Institutos, mesmo sem obter sucesso, haviam exercido pressão para bloquear palestrantes convidados. Além disso, outra preocupação face a questões legais dos países hóspedes e a questões de direitos humanos se deve ao fato de que o Instituto Confúcio "proíbe seus professores (...) de praticar o Falun Gong", uma disciplina espiritual que está sendo perseguida na China pelo Partido Comunista Chinês. A revista The Economist relata que, em um site do programa Instituto Confúcio, há um artigo pontuando os esforços de alguns Institutos Confúcio em se opor a grupos dissidentes chineses no exterior, como ativistas tibetanos independentes, grupos democráticos e o Falun Gong. Segundo
Os objetivos de soft power do Instituto Confúcio são vistos como uma tentativa de modernização da imagem da República Popular da China, afastando-se da propaganda de influência soviética da era maoista. Outras iniciativas incluem exposições de arte chinesa contemporânea, programas de televisão, concertos de cantores populares, traduções de literatura chinesa e a expansão de canais estatais de notícias como a agência Xinhua e China Central Television (CCTV).

## Organização
A Hanban é uma organização governamental sem fins lucrativos, é vinculada ao Ministério da Educação e possui laços estreitos com altos funcionários do Partido Comunista. A matriz do Instituto Confúcio em Pequim estabelece as diretrizes que os Institutos Confúcio espalhados no mundo inteiro seguem. A matriz é governada por um conselho com quinze membros, dez dos quais são diretores de Institutos Confúcio no exterior. Cada unidade é gerida individualmente sob a direção do seu próprio conselho de administração, que deve incluir membros da instituição de acolhimento. O presidente atual do conselho da matriz do Instituto Confúcio é Liu Yandong, um membro do Politburo do Partido Comunista Chinês e ex-chefe do Departamento da Frente Unida de Trabalho. Outros líderes do conselho são igualmente selecionados do Partido Comunista e departamentos do governo central, como o Ministério das Finanças, o Ministério da Educação e o Gabinete de Informação do Conselho de Estado (também conhecido como Gabinete de Propaganda para o Exterior). O conselho estabelece a agenda para os Institutos Confúcio e faz alterações nos estatutos, enquanto outras tarefas e a gestão da matriz do Instituto Confúcio são tratadas por um corpo executivo coordenado pela diretoria-geral.
O governo chinês partilha o ônus de financiar os Institutos Confúcio com as universidades anfitriãs. Os Institutos funcionam dentro das diretrizes estabelecidas pela Hanban e pela matriz do Instituto Confúcio. Cada unidade é responsável pela elaboração e gestão do seu próprio orçamento, que está sujeito à aprovação da matriz. A matriz do Instituto Confúcio coloca várias restrições sobre como seus fundos podem ser usados, incluindo a destinação de verbas para fins específicos. Institutos nos Estados Unidos são, de modo geral, abastecidos anualmente pela Hanban com 100 mil dólares, com o restante do financiamento cabendo às universidades locais.

## Currículo
O currículo dos Institutos Confúcio gira em torno do papel dessa entidade como um centro de ensino de língua chinesa. Institutos Confúcio ensinam os caracteres chineses simplificados, que são o padrão na China Continental, em vez de os caracteres tradicionais chineses, utilizados em Taiwan e Hong Kong.

## Unidades em países lusófonos

### Portugal
Em Portugal, há Institutos Confúcio instalados nas seguintes instituições de ensino superior: Universidade de Lisboa, Universidade do Porto, Universidade de Coimbra, Universidade do Minho, Universidade do Algarve, Universidade de Aveiro (IC-UA, criado a 23 de abril de 2015), Instituto Politécnico de Viseu, Instituto Politécnico de Castelo Branco e Instituto Politécnico de Leiria, além de haver a parceria para suporte do ensino do idioma chinês em algumas escolas secundárias públicas de Portugal.
O IC-UA publicou o livro Diálogos Interculturais Portugal-China 1 em novembro de 2018.

### Brasil
No Brasil, há Institutos Confúcio instalados em instituições de ensino superior públicas e privadas, nas cinco regiões do país: Universidade Estadual Paulista (UNESP), Universidade Estadual de Campinas (UNICAMP), Universidade de Brasília (UNB), Universidade Federal de Minas Gerais (UFMG), Universidade Federal do Rio Grande do Sul (UFRGS), Universidade de Pernambuco (UPE), Universidade Federal do Ceará (UFC), Universidade do Estado do Pará (UEPA), Fundação Armando Alvares Penteado (FAAP), Pontifícia Universidade Católica do Rio de Janeiro (PUC-RIO) e na Universidade Federal da Bahia (UFBA). Na Universidade Federal de Goiás (UFG), há um Instituto Confúcio de Medicina Tradicional Chinesa, o primeiro da América Latina a oferecer, além de língua e cultura chinesa, o ensino de Medicina Tradicional Chinesa.

### Angola
Em Angola, há Instituto Confúcio instalado na Universidade Agostinho Neto. 

### Moçambique
Em Moçambique, há Instituto Confúcio instalado na Universidade Eduardo Mondlane. 

### Cabo Verde
Em Cabo Verde, há Instituto Confúcio instalado na Universidade de Cabo Verde. 

### Guiné Equatorial
Na Guiné Equatorial, há Instituto Confúcio instalado na Universidade Nacional da Guiné Equatorial. 

## Controvérsia
No curto espaço de tempo de sua rápida expansão, os Institutos Confúcio têm sido objeto de muita controvérsia. As críticas a esses Institutos incluem preocupações práticas sobre financiamento, viabilidade acadêmica, questões legais e de direitos humanos, bem como preocupações a respeito de influência ideológica imprópria em meio ao ensino e à pesquisa, espionagem industrial e militar, vigilância sobre chineses no estrangeiro e combate à influência taiwanesa. Houve oposição organizada ao estabelecimento de Institutos Confúcio na Universidade de Melbourne, Universidade de Manitoba, Universidade de Estocolmo, Universidade de Chicago e em muitos outras. Mais significativamente, algumas universidades que hospedaram Institutos Confúcio decidiram terminar seus contratos. Estas incluem a Universidade Osaka Sangyo, do Japão, em 2010; a Universidade de McMaster, a Universidade de Sherbrooke, ambas do Canadá, e a Universidade de Lyon, da França, em 2013; a Universidade de Chicago, a Universidade da Pensilvânia, dos Estados Unidos, e a Junta Escolar do Distrito de Toronto, no Canadá, em 2014; e a Universidade de Mídia de Stuttgart e a Universidade de Hohenheim, na Alemanha, em 2015.
Em dezembro de 2014, a Universidade de Estocolmo, na Suécia, a primeira universidade na Europa a hospedar um Instituto Confúcio, anunciou que estava terminando o programa. A cobertura do Incidente de Braga (ver abaixo) na imprensa sueca teria influenciado a decisão.
Subjacente a essas oposições está a preocupação dos acadêmicos de que o Instituto Confúcio interfira com a liberdade acadêmica e seja capaz de pressionar a universidade para censurar discursos sobre temas que sofrem objeções do Partido Comunista Chinês. Um artigo do New York Times cita Arthur Waldron, professor de Relações Internacionais na Universidade da Pensilvânia, para quem a questão-chave é a independência acadêmica. "Uma vez que você tem um Instituto Confúcio no campus, você tem uma fonte de opiniões e de autoridade que, em última instância, responde ao Partido Comunista Chinês e que não está sujeita ao exame da Academia".
Em outubro de 2013, o professor Marshall Sahlins, da Universidade de Chicago, publicou um extenso artigo de investigação criticando os Institutos Confúcio e as universidades que os hospedavam. Mais tarde, mais de 100 membros da faculdade assinaram um protesto contra o Instituto Confúcio na Universidade de Chicago.  Em setembro de 2014, a Universidade de Chicago suspendeu sua negociação para renovação do contrato com a Hanban.
Em dezembro de 2013, a Associação Canadense de Professores Universitários instou universidades e faculdades canadenses a romper os laços com o Instituto Confúcio.
Em junho de 2014, a Associação Americana de Professores Universitários emitiu uma declaração exortando as universidades americanas a cessar sua colaboração com o Instituto Confúcio, a menos que as universidades possam ter um controle unilateral dos assuntos acadêmicos, que os professores dos Institutos Confúcio possam ter a mesma liberdade acadêmica desfrutada pelos outros professores universitários e que os acordos entre universidades e Institutos Confúcio sejam transparentes e disponibilizados para a comunidade. A declaração da associação foi largamente noticiada pela mídia americana e incitou o debate extensivo naquele país.
Em agosto de 2014, Xu Lin, Diretora-Geral da Hanban e Diretora Executiva dos Institutos Confúcio em todo o mundo, envolveu-se em um incidente em Braga, quando ordenou à sua equipe que fossem removidas as páginas referentes às instituições acadêmicas taiwanesas do programa publicado para uma conferência da Associação Europeia de Estudos Chineses em Braga, Portugal, alegando que os materiais eram "contrários aos regulamentos chineses". O Wall Street Journal descreveu a tentativa de censura de Xu como uma "abordagem intimidatória da liberdade acadêmica". Em setembro, a Universidade de Chicago fechou seu Instituto Confúcio após a pressão dos membros do corpo docente, que ocorreu logo após a administração da universidade ter desistido de romper com essa entidade devido aos comentários ameaçadores de Xu feitos por meio de carta e telefonema. O Business Spectator concluiu que o comportamento linha dura de Xu Lin explicita um dos maiores problemas para a ofensiva do soft power de Pequim “Ele ainda depende de funcionários como Xu, que ainda pensam e agem como ideólogos partidários que gostam de afirmar sua autoridade e intimidar as pessoas para submetê-las".
Em 1 de outubro de 2014, menos de uma semana após o fechamento do Instituto Confúcio da Universidade de Chicago, a Universidade da Pensilvânia também cortou os laços com o Instituto Confúcio, após chegar à conclusão de que "seus objetivos não estavam de acordo com o Instituto."
Em 4 de dezembro de 2014, o Subcomitê de Relações Exteriores dos Estados Unidos sobre África, Saúde Global, Direitos Humanos no Mundo e Organizações Internacionais realizou uma audiência intitulada: "A liberdade acadêmica é ameaçada pela influência da China nas universidades americanas?". O presidente Chris Smith disse que "os colégios e universidades norte-americanos não deveriam terceirizar o controle acadêmico, a supervisão do corpo docente e do aluno ou o currículo a um governo estrangeiro", e pediu um estudo sobre acordos entre universidades americanas e chinesas ao Departamento de Contabilidade do Governo, órgão do Congresso dos Estados Unidos responsável por auditorias, avaliações e investigações. Em 5 de dezembro de 2014, Hua Chunying, porta-voz do Ministério de Relações Exteriores da República Popular da China negou o testemunho da Câmara e disse: "Temos ajudado com o fornecimento de professores e livros didáticos, a pedido dos EUA, mas nunca interferimos com a liberdade acadêmica."